# 醫師高考
專門職業及技術人員高等考試醫師考試，為中華民國（臺灣）專門職業及技術人員高等考試中的一項，简称医师高考、醫師國考為一種分階段考試，考試及格才取得中華民國醫師證書。考試分成兩階段：「醫師(一)」與「醫師(二)」。一年舉行兩次由考選部主辦。

## 考試沿革

### 民國78年至89年
醫師檢覈筆試分階段考試與醫師專技高考一階段考試並立制
適用法規:
(一)專門職業及技術人員醫師牙醫師檢覈筆試分階段考試規則
(二)專門職業及技術人員高等考試應考資格表及應試科目表(醫師)

### 民國90年至95年
醫師檢覈筆試分階段考試過渡期(90年至94年)
醫師專技高考一階段考試單軌制施行(90年開始)
適用法規:
(一)專門職業及技術人員醫師牙醫師檢覈筆試分階段考試規則
(二)專門職業及技術人員高等暨普通考試醫事人員考試規則

### 民國96年至98年
醫師專技高考分階段考試與醫師專技高考一階段考試並立制
適用法規:
(一)專門職業及技術人員高等考試醫師牙醫師考試分試考試規則
(二)專門職業及技術人員高等暨普通考試醫事人員考試規則

### 民國99年開始
醫師專技高考分階段考試單軌制
適用法規:專門職業及技術人員高等考試醫師牙醫師考試分試考試規則

## 應考資格

### 第一階段考試；醫師(一)
中華民國國民具有下列資格之一者，得應本考試第一試：
一、公立或立案之私立大學、獨立學院或符合教育部採認規定之國外大學、獨立學院醫學系、科畢業，並經實習期滿成績及格，領有畢業證書。
二、八十四學年度以前入學之私立獨立學院七年制中醫學系畢業，經修習醫學必要課程及實習期滿成績及格，得有證明文件，且經中醫師考試及格，領有中醫師證書。
三、中醫學系選醫學系雙主修畢業，並經實習期滿成績及格，領有畢業證書，且經中醫師考試及格，領有中醫師證書。
四、公立或立案之私立大學、獨立學院醫學系在學學生，修畢基礎學科成績及格，領有學校證明文件。
五、公立或立案之私立大學、獨立學院中醫學系選醫學系雙主修在學學生，修畢醫學系基礎學科成績及格，領有學校證明文件。
前項第四款、第五款所稱修畢基礎學科，係指修畢人體結構學（大體解剖學、組織學、胚胎學或發育生物學）、生物化學、生理學、微生物學及免疫學、寄生蟲學、病理學、藥理學、公共衛生學等學科，成績及格者。

### 第二階段考試；醫師(二)
經醫師考試分階段考試第一階段考試及格，並具有下列各款資格之一者，得應本考試第二階段考試。6年內第二階段考試未及格者，應重新應本考試第一階段考試： 
一、公立或立案之私立大學、獨立學院醫學系畢業，並經實習期滿成績及格，領有畢業證書者。自 101 年 8 月 1 日以後畢業者，其實習期滿成績及格之考評，應包括通過中央主管機關認可教學醫院所辦理之臨床技能測驗合格，並領有合格證明。 
二、符合教育部採認規定之國外大學、獨立學院醫學系畢業，領有畢業證書者。於本考試第一試或第一階段考試及格後，應繳驗經教學醫院評鑑通過並辦理臨床實作訓練之醫療機構出具之實習期滿成績及格證明，始得應本考試第二階段考試。 經選配分發而於 102 年 1 月 1 日以後始完成臨床實作訓練者，其實習期滿成績及格之考評，應包括通過中央主管機關認可教學醫院所辦理之臨床技能測驗合格，並領有合格證明。 
三、84 學年度以前入學之私立獨立學院七年制中醫學系畢業，經修習醫學必要課程及實習期滿成績及格，得有證明文件，且經中醫師考試及格，並領有中醫師證書者。 
四、中醫學系選醫學系雙主修畢業，並經實習期滿成績及格，領有畢業證書，且經中醫師考試及格，領有中醫師證書者。自 101 年 8 月 1 日以後畢業者，其實習期滿成績及格之考評， 應包括通過中央主管機關認可教學醫院所辦理之臨床技能測驗合格，並領有合格證明。

### 特殊資格限制
一、具有參加第一試考試第一款至第三款資格之一者，於中華民國99年1月1日前，得應專門職業及技術人員高等考試醫師考試（一階段考試，應試科目6科）。
二、根據中華民國醫師法第4-1條規定，以外國學歷參加考試者，其為美國、日本、歐洲、加拿大、南非、澳洲、紐西蘭、新加坡及香港等地區或國家以外之外國學歷，應先經教育部學歷甄試通過，始得參加考試。
三、依醫師法施行細則第12條規定，本法中華民國91年1月18日修正生效前，已自本法第4條之1所定之地區或國家以外之外國醫學系、牙醫學系畢業或已入學學生於本法修正生效後畢業，並依本法修正生效前教育部所定「國外學歷查證認定作業要點」第十點規定，於本法修正生效前或後，通過美國醫學系畢業生教育委員會（Educational Commission for Foreign Medical Graduates）辦理之美國醫師執照考試（United States Medical Licensing Examination）（USMLE）及外國醫學系畢業生醫學科學考試（Foreign Medical Graduate Examination in the Medical Sciences）（FMGEMS）之第一階段基礎醫學及第二階段臨床醫學考試，得免經本法第4條之1規定之教育部學歷甄試。前項所稱外國醫學系、以依本法第2條、第4條規定符合教育部採認規定者為限。
四、依95年1月11日修正發布之醫師法施行細則第13條規定，本法第4條之1所稱歐洲，指歐洲聯盟會員國。持外國學歷參加考試者，其在本法第4條之1所定地區或國家之學歷，應以實際在該等地區或國家修畢全程學業始予認定。至於95年1月11日醫師法施行細則修正發布前，已進入醫師法第4條之1規定之九大地區就讀醫學院者，仍依該施行細則修正前之學歷認定方式辦理。

## 考試科目
第一階段考試
一、醫學（一）（包括解剖學、胚胎學、組織學、微生物免疫學、寄生蟲學、公共衛生學等科目及其臨床相關知識）
二、醫學（二）（包括生理學、生化學、藥理學、病理學等科目及其臨床相關知識）
自中華民國106年4月1日起，第一階段考試應試科目修正如下：
一、醫學（一）（包括生物化學、解剖學、胚胎及發育生物學、組織學、生理學等科目知識及其臨床之應用）
二、醫學（二）（包括微生物免疫學、寄生蟲學、藥理學、病理學、公共衛生學等科目知識及其臨床之應用）
第二階段考試
一、醫學（三）（包括內科、家庭醫學科等科目及其相關臨床實例與醫學倫理）
二、醫學（四）（包括小兒科、皮膚科、神經科、精神科等科目及其相關臨床實例與醫學倫理）
三、醫學（五）（包括外科、骨科、泌尿科等科目及其相關臨床實例與醫學倫理）
四、醫學（六）（包括麻醉科、眼科、耳鼻喉科、婦產科、復健科等科目及其相關臨床實例與醫學倫理）

## 測驗方式
本考試採電腦化測驗。 應考人使用電腦及滑鼠輸入裝置，將測驗式試題答案點選於電腦螢幕，電腦化測驗之作答程序及方法，請參考「電腦化測驗應考人作答注意事項」。

## 成績計算與及格判定
依「專門職業及技術人員高等考試醫師牙醫師中醫師藥師考試分階段考試規則」規定，本項考試及格標準以應試科目考試總成績滿 60 分及格，考試總成績之計算，以各應試科目成績平均計算之。應試科目有一科成績為零分者，不予錄取。缺考之科目，以零分計算。 
成績計算依「專門職業及技術人員考試總成績計算規則」第 7 條規定：有關各項成績之平均及百分比計算，均取小數點後四位數，第五位數以後捨去。考試總成績之計算，取小數點後二位數，第三位數採四捨五入法進入第二位數。